# التحديات الغذائية للإيدز
يواجه الأشخاص المصابون بفيروس نقص المناعة البشرية/ الإيدز تحديات متزايدة في الحفاظ على التغذية السليمة. ولا تزال التغذية عنصرًا أساسيا في إدارة مثل هذه الحالة، على الرغم من التطورات في مجال العلاج الطبي. يمكن أن تكون التحديات التي يواجها المصابون بفيروس نقص المناعة البشرية / الإيدز ناتجة عن العدوى الفيروسية HAART نفسها أو من آثار العلاج المضاد للفيروس.
بعض الآثار الجانبية من HAART والتي قد تؤثرعلى كيفية امتصاص الجسم للمغذيات واستخدامها تشمل التعب والغثيان وضعف الشهية. كذلك، تعتبر الاحتياجات الغذائية للأشخاص المصابين بفيروس نقص المناعة البشرية/ الإيدز أكثر من غيرهم؛ لأن الجهاز المناعي لديهم يحارب العدوى الانتهازية، والتي لا تسبب عادة المرض للأشخاص الذين يتمتعون بأجهزة مناعة صحية. وإلى جانب التغذية السليمة، تعد الأدوية عنصراً رئيسياً في الحفاظ على صحة جيدة ونوعية الحياة للأشخاص المصابين بفيروس نقص المناعة البشرية/ الإيدز.